# Richard Beeching
Richard Beeching (barón Beeching; 21 de abril de 1913 - 23 de marzo de 1985), comúnmente conocido como el doctor Beeching, fue un físico e ingeniero británico que durante un tiempo breve pero muy notable fue presidente de British Rail. Se convirtió en un nombre familiar en Gran Bretaña a principios de la década de 1960 por su informe sobre "La remodelación de los ferrocarriles británicos" (comúnmente denominado el "Informe Beeching" y conocido popularmente como el "Plan Beeching"), que condujo a cambios de gran alcance en la red ferroviaria del Reino Unido.
Como resultado del informe, se eliminaron algo más de 4000 millas (6400 km) de líneas ferroviarias por motivos de costo y eficiencia, lo que dejó a Gran Bretaña en 1966 con una red de ferrocarriles de 13 721 millas (22 082 km). A finales de la década de 1960 se perdieron otras 2000 millas (3200 km) de tendidos ferroviarios, mientras que otras líneas se redujeron al uso exclusivo de las mercancías.

## Primeros años
Beeching nació en 1912 en Sheerness, en la isla de Sheppey (Kent), el segundo de cuatro hermanos. Su padre era Hubert Josiah Beeching, un reportero del periódico Kent Messenger, su madre era maestra de escuela y su abuelo materno era trabajador de un astillero. Poco después de su nacimiento, la familia de Beeching se mudó a Maidstone, donde nacieron sus hermanos Kenneth (quien murió durante la Segunda Guerra Mundial), y John. Los cuatro hermanos Beeching asistieron a la escuela primaria local regentada por la Iglesia de Inglaterra, Maidstone All Saints, y obtuvieron becas para la Maidstone Grammar School, donde Richard era prefecto. Richard y su hermano mayor Geoffrey asistieron a Imperial College de Ciencia & Tecnología en Londres, donde ambos se licenciaron en física con honores. Sus hermanos menores asistieron al Downing College.
Permaneció en el Imperial College, donde realizó el doctorado bajo la supervisión de Sir George Thomson. Continuó investigando hasta 1943, primero en la Estación de Investigación de Combustible de Greenwich en 1936 y luego al año siguiente en los Mond Nickel Laboratories de Londres, donde fue nombrado físico sénior realizando investigaciones en los campos de la física, la metalurgia y la ingeniería mecánica.
En 1938 se casó con Ella Margaret Tiley, a quien conocía desde la escuela. Inicialmente establecieron su hogar en Solihull y permanecieron casados por el resto de su vida. No tuvieron hijos. Durante la Segunda Guerra Mundial, la empresa Mond Nickel lo cedió por recomendación del Dr. Sykes para que trabajase en la compañía Firth Brown Steels desarrollando labores para el Ministerio de Suministros. Allí formó parte de sus Departamentos de Investigación y Diseño de Armamento en Fort Halstead. Su primer puesto fue en la Sección de Diseño de Shell, donde tenía un rango equivalente al de capitán. Mientras permaneció dedicado al diseño de armamento, trabajó con el superintendente e ingeniero jefe del departamento, Sir Frank Smith, ex ingeniero jefe de Imperial Chemical Industries (ICI).
Después de la guerra, Smith regresó a ICI como Director Técnico y fue reemplazado como Ingeniero Jefe de Diseño de Armamento por Sir Steuart Mitchell, quien ascendió a Beeching, que entonces tenía 33 años, al puesto de Ingeniero Jefe Adjunto con un rango equivalente al de brigadier. Beeching continuó su trabajo con armamentos, particularmente armamento antiaéreo y armas de fuego. En 1948 se unió a ICI como Asistente Técnico Personal de Sir Frank Smith. Allí permaneció alrededor de 18 meses, trabajando en las líneas de producción de varios productos como cremalleras, pinturas y prendas de cuero, con el propósito de mejorar la eficiencia los procesos de producción y reducir sus costes. Posteriormente fue nombrado miembro del Consejo de Terylene y, más adelante, miembro de la junta de la División de Fibras de ICI.
En 1953 se fue a Canadá como vicepresidente de ICI (Canadá) Ltd y se le asignó la responsabilidad general de una planta de producción de tereftalato de polietileno en Ontario. Regresó después de dos años para convertirse en presidente de la ICI Metals Division por recomendación de Sir Ewart Smith. En 1957 fue nombrado miembro de la junta de ICI como Director Técnico y durante un corto tiempo también desempeñó el cargo de Director de Desarrollo.

## Comité Stedeford
Sir Ewart Smith, quien se jubiló de ICI en 1959, fue requerido por el ministro de Transportes del partido conservador, Ernest Marples, para convertirse en miembro de un grupo asesor encargado de analizar el estado económico del sector del transporte público en Gran Bretaña, denominado Comisión del Transporte Británico, que sería presidido por Sir Ivan Stedeford. Smith no aceptó el encargo, pero recomendó a Beeching en su lugar, sugerencia que aceptó Marples. Stedeford (procedente de la industria de fabricación de tubos de acero) y Beeching se enfrentaron en una serie de cuestiones relacionadas con la propuesta de Beeching de reducir drásticamente la infraestructura ferroviaria de Gran Bretaña. A pesar de que se hicieron preguntas en el Parlamento, el informe de Sir Ivan no se publicó hasta mucho después.

## Designación del gobierno

### Presidente de los Ferrocarriles Británicos
El 15 de marzo de 1961, el ministro Ernest Marples anunció en la Cámara de los Comunes que Beeching sería el primer presidente del Consejo de British Railways a su debido tiempo y que, mientras tanto, sería miembro a tiempo parcial de la Comisión del Transporte Británico con efecto inmediato, convirtiéndose en su presidente a partir del 1 de junio de 1961. El Consejo sería el sucesor de la Comisión del Transporte Británico, que sería disuelta por la Ley de Transporte de 1962. Beeching recibiría el mismo salario anual que ganaba en ICI, la controvertida suma de 24.000 libras (más de 490.000 libras en 2016), que eran 14.000 libras más que las recibidas por su predecesor Sir Brian Robertson y dos veces y media más que el salario de cualquier jefe de una industria nacionalizada en ese momento. ICI concedió a Beeching una excedencia de cinco años para llevar a cabo esta tarea.
En ese momento, el Gobierno buscaba asesoramiento profesional fuera de la industria ferroviaria para mejorar la posición financiera del sector de los ferrocarriles británicos. Por entonces existía una preocupación generalizada debida a que, a pesar de la inversión sustancial iniciada con el Plan de Modernización de 1955, los ferrocarriles continuaron registrando pérdidas crecientes, que pasaron de 15,6 millones en 1956 a 42 millones de libras en 1960. El tráfico de pasajeros y mercancías también estaba disminuyendo ante la creciente competencia de la carretera. Así, en 1960, uno de cada nueve hogares poseía o tenía acceso a un automóvil. La tarea de Beeching sería encontrar la forma de que la actividad ferroviaria volviera a ser rentable lo antes posible.

### Primer Informe Beeching
El 27 de marzo de 1963, bajo las órdenes de Marples, Beeching publicó su informe sobre el futuro de los ferrocarriles, titulado The Reshaping of British Railways, en el que se solicitaba el cierre de un tercio de las 7000 estaciones de tren del país. Los servicios de pasajeros verían la cancelación de alrededor de 5000 millas de rutas, lo que representa un kilometraje anual de trenes de 68 millones y produciría, según Beeching, un ahorro neto de 18 millones de libras esterlinas al año. No hubo propuestas para mejorar o reutilizar el uso y la eficiencia de la red existente o cómo mantener o deshacerse de las infraestructuras redundantes. La remodelación también implicaría la eliminación de alrededor de 70.000 puestos de trabajo en los Ferrocarriles Británicos durante tres años. Beeching pronosticó que sus cambios darían como resultado una mejora en las cuentas de British Railway de entre 115 y 147 millones de libras esterlinas. Los recortes incluirían el desguace de un tercio de un millón de vagones de mercancías, algo que Stedeford había previsto y a lo que se había opuesto.
Como era de esperar, los planes de Beeching suscitaron una fuerte controversia no solo entre los sindicatos, sino también con la oposición del Partido Laborista y con los usuarios del ferrocarril. Beeching no se dejó intimidar y argumentó que demasiadas líneas funcionaban con pérdidas y que su encargo de dar forma a un ferrocarril rentable hacía de los cierres de líneas un punto de partida lógico. Como dice un autor, Beeching "esperaba producir soluciones rápidas a problemas que estaban profundamente arraigados y no eran susceptibles de un análisis puramente intelectual". Por su parte, no se arrepintió de su papel en los cierres: "Supongo que siempre me verán como el hombre del hacha, pero fue una labor de cirugía, no un corte hecho a lo loco".
Sin embargo, Beeching fue fundamental en la modernización de muchos aspectos de la red ferroviaria, en particular en un mayor énfasis en los trenes bloque (trenes completos con un único tipo de carga) que no requerían maniobras costosas y que pasaban la mayor parte de su tiempo "en ruta".
Los laboristas llegaron al poder en las elecciones generales de octubre de 1964. El 23 de diciembre de 1964, el nuevo Ministro de Transporte, Tom Fraser, informó a la Cámara de los Comunes que Beeching regresaría a ICI en junio de 1965.

### Segundo Informe Beeching y creación de British Rail
A principios de 1965, Beeching presentó la nueva marca para los ferrocarriles, British Rail, y su símbolo de la 'doble flecha', que se ha seguido usando como símbolo de National Rail. El nombre legal del Consejo de los Ferrocarriles Británicos no cambió. El 16 de febrero, Beeching presentó la segunda etapa de su reorganización de los ferrocarriles. Su segundo informe concluía que de las 7500 millas (12 100 km) del ferrocarril troncal en toda Gran Bretaña, solo 3000 millas (4800 km) "deberían seleccionarse para su desarrollo futuro" e invertir en ellas. Esta política daría como resultado que el tráfico a través de Gran Bretaña se enrutase a través de nueve líneas seleccionadas. El tráfico a Coventry, Birmingham, Mánchester, Liverpool y Escocia se enrutaría a través de la Línea Principal de la Costa Oeste hacia Carlisle y Glasgow; el tráfico hacia el noreste se concentraría a través de la Línea Principal de la Costa Este, que se cerraría al norte de Newcastle; y el tráfico a Gales y el West Country iría por la Línea Principal del Great Western, alcanzando Swansea y Plymouth. La base de las propuestas de Beeching era su creencia de que todavía había demasiadas duplicidades en la red ferroviaria. De las 7500 millas (12 100 km) de rutas troncales, 3700 millas (6000 km) implicaban una elección entre dos rutas, 700 millas (1130 km) una elección entre tres, y otras 700 millas (1130 km) suponían una elección entre cuatro.
Estas propuestas fueron rechazadas por el gobierno, que puso fin anticipadamente a su cesión por parte de ICI. Beeching regresó allí en junio de 1965. Es un punto de discusión si se fue por acuerdo mutuo con el gobierno o fue despedido. Frank Cousins, el ministro de Tecnología laborista, manifestó a la Cámara de los Comunes en noviembre de 1965 que Tom Fraser había despedido a Beeching. Beeching lo negó y señaló que había regresado anticipadamente a ICI porque no habría tenido tiempo suficiente para realizar un estudio de transporte en profundidad antes del final formal de su cesión por parte de ICI.

## Años posteriores
Al regresar a ICI, Beeching fue nombrado director de enlace de la división agrícola y director de organización y servicios. Más tarde ascendió para convertirse en vicepresidente de 1966 a 1968. En 1965 se anunció que sería nombrado par vitalicio, y fue nombrado Barón Beeching, de East Grinstead en Sussex el 7 de julio de 1965. Ese mismo año se convirtió en director del Lloyds Bank.
En 1966 fue designado presidente de la Comisión Real para examinar las sesiones de los tribunales y los trimestres; finalmente propuso una reorganización masiva del sistema judicial, que implicaba la creación de tribunales regionales en ciudades como Cardiff, Birmingham y Leeds, que conduciría a la Ley de Tribunales de 1971.
Al año siguiente se convirtió en presidente de Associated Electrical Industries, cargo que también ocupó en Redland de 1970 a 1977, en Furness Withy de 1973 a 1975 y en la Compañía de Seguros Económicos. En 1968 fue invitado a pronunciar la conferencia en memoria de MacMillan en la Institución de Ingenieros y Constructores Navales de Escocia. Eligió el tema "Organización".
El 21 de mayo de 1969, presidió la ceremonia de inauguración oficial del tren histórico entre Totnes y Ashburton, entonces conocido como Ferrocarril de Dart Valley.
Murió en el Hospital Queen Victoria de East Grinstead, en marzo de 1985.

Las líneas elegidas en el informe 'Beeching II' "para su desarrollo futuro". No se analizó el destino de las otras líneas

## Legado
El Informe Beeching sigue siendo controvertido. Los críticos han acusado a Beeching de ignorar las consecuencias sociales de sus propuestas (no hay duda de que los servicios de autobuses de reemplazo ferroviario rara vez fueron un éxito), alentar el uso del automóvil, ignorar las posibles economías que podrían haber supuesto considerables ahorros en algunas líneas y equivocarse en las cifras. Algunos lo han acusado de ser parte o incluso el chivo expiatorio de una conspiración contra los ferrocarriles que involucra a políticos, funcionarios y al lobby de las carrerteras. El informe fue encargado por un gobierno conservador con fuertes vínculos con el lobby de la construcción de carreteras y sus conclusiones fueron puestas en práctica en gran medida por los gobiernos laboristas posteriores, cuyo partido recibió fondos de sindicatos vinculados con asociaciones del sector de las carreteras.
Otros han argumentado que fueron los ministros, no Beeching, los responsables de cualquier deficiencia en la evaluación de la repercusión social de sus iniciativas sobre las líneas de ferrocarril, y que las medidas económicas se habían probado y ya habían fracasado en gran medida. También se ha dicho que la influencia del sector vial fue menos importante que la del Tesoro en el diseño de políticas económicas, y el que Partido Laborista fue financiado por sindicatos ferroviarios. Las conclusiones de Beeching también han sido revisadas en dos libros por sus contemporáneos: R.H.N (Dick) Hardy: Beeching – Champion of the Railway (1989) ISBN 0-7110-1855-3 y Gerard Fiennes: I Tried to Run a Railway (1967) ISBN 0-7110-0447-1. Ambos simpatizan ampliamente con el análisis básico de Beeching y la solución propuesta.
Vale la pena señalar que el tamaño, la forma y el nivel de servicio de la red ferroviaria en Gran Bretaña fue objeto de debate durante muchas décadas antes del nombramiento de Beeching. El Informe Salter de 1933 intentó abordar el problema de la creciente absorción del tráfico ferroviario por la carretera, así como el bajo nivel de la tarificación de las carreteras. Con el nombramiento de la Comisión de Transporte Británica en 1947, la cuestión de los ramales antieconómicos y su selección para el cierre fue objeto de un comité de ramales del Ejecutivo Ferroviario. El Plan de Modernización de los Ferrocarriles Británicos de 1955 establecía que "habrá una marcada reducción de los servicios de parada y ramales poco utilizados por el público y que, ante una revisión desapasionada de la situación, deberían ser en gran parte entregados al transporte por carretera". El primer ministro Harold Macmillan declaró en 1960 que "la industria debe tener un tamaño y un patrón adecuados a las condiciones y perspectivas modernas. En particular, el sistema ferroviario debe modelarse para satisfacer las necesidades actuales". A este respecto, se puede considerar que Beeching adoptó un enfoque valiente para implantar una política impopular que los políticos habían aplazado durante muchas décadas.
Por otro lado, Hardy señala la ingenuidad política de Beeching, y Fiennes comenta el hecho de que un servicio de pasajeros estuviera produciendo pérdidas no significaba que continuaría haciéndolo en el futuro. Al igual que Fiennes y Hardy, la historia comercial de British Rail de Terry Gourvish considera que Beeching tiene un efecto positivo en la gestión ferroviaria, aunque sin alcanzar la perfección. Existe un amplio consenso en que el detalle de las cifras utilizadas en casos individuales era imperfecto, pero existe una amplia divergencia de opiniones en cuanto a la importancia y los motivos de esta circunstancia.
Ian Hislop comentó en 2008 que la historia ha sido algo cruel con el "funcionario público más odiado de Gran Bretaña", al olvidar que propuso un servicio de autobús mucho mejor que el que los ministros nunca facilitaron, y que de alguna manera estaba acostumbrado a hacer el "trabajo sucio". Hislop describe a Beeching como "un tecnócrata [que] no estaba abierto a la discusión sobre las nociones románticas de la Inglaterra rural o la urdimbre y la trama del tren en nuestra identidad nacional. No compró nada de eso. Se centró en un enfoque directo de pérdidas y ganancias, y algunos afirman que todavía estamos tambaleándonos por este motivo hoy en día".
Varios lugares con vinculación ferroviaria han recibido el nombre de Beeching:
- Hay un pub que se llamaba 'Lord Beechings' al final de los Ferrocarriles de Cambria en Aberystwyth, que hasta su remodelación por parte de Brains Brewery estaba decorado con varios recuerdos ferroviarios, en particular con respecto al servicio Aberystwyth-Londres y Aberystwyth-Carmarthen, que cerró. Anteriormente se llamaba 'The Railway' hasta la década de 1990, y en 2022 su nuevo propietario lo rebautizó como The Hoptimist, alegando que quería unir a las personas y no aislarlas.
- El 'polígono industrial Beechings Way' en Alford (Lincolnshire) se llama así para recordar la pérdida de la antigua Estación de Alford Town, cuyos edificios se encuentran dentro de su perímetro,[28] así como la línea (anteriormente de Grimsby a Londres, a través de Louth y Peterborough) bajo el Plan Beeching.
- El camino de 'Beeching Drive' en Lowestoft, Suffolk, ubicado en el antiguo emplazamiento de la Estación de Lowestoft Norte. Coincidentemente, una zona peatonal más pequeña en los alrededores se conoce como 'Stephenson's Walk'.
- Acceso a la antigua estación de la villa de Upton, en Oxfordshire, que pasó a ser un callejón sin salida llamado Beeching Close.[29]
- Hay un callejón sin salida en el pueblo de Countesthorpe EN Leicestershire, a unas 7 millas (11 km) al sur del centro de la ciudad de Leicester, acertadamente llamado 'Beeching's Close'. La Estación de Countesthorpe era servida por la antigua línea del Ferrocarril de los Condados de Midland entre Leicester y Rugby, aunque se cerró en enero de 1962, más de un año antes de la publicación del informe de Beeching. Los jardines de las casas en el lado oeste del callejón se encuentran con el límite de la antigua línea.
- East Grinstead, donde vivía Beeching, anteriormente contaba con una línea ferroviaria desde Royal Tunbridge Wells (oeste) hasta Three Bridges, la mayor parte de la cual estaba cerrada.[21] Al este de la estación actual de East Grinstead, la línea pasaba por un desmonte profundo, que actualmente forma parte de la carretera A22 a través de East Grinstead. Debido a la profundidad de la trinchera, los lugareños querían llamar a la carretera 'Beeching Cut', pero se decidió llamarla 'Beeching Way'.[30]